# Tour de Grande-Bretagne 2011
Le Tour de Grande-Bretagne 2011 est la huitième édition du Tour de Grande-Bretagne dans sa nouvelle formule, et la 72e édition toutes formules confondues. Il figure au calendrier de l'UCI Europe Tour 2011 en catégorie 2.1 et comprend initialement sept étapes ainsi que deux demi-étapes avant que la deuxième ne soit annulée. Il s'est déroulé du 11 au 18 septembre. Le départ de cette édition 2011 est donné à Peebles pour rallier Londres une semaine plus tard.

## Équipes présentes
Les 16 équipes participantes sont :
| Équipes World Tour - GRM - Garmin-Cervélo - THR - HTC-Highroad - LEO - Leopard-Trek - RAB - Rabobank - SKY - Sky - VCD - Vacansoleil-DCM | Équipes continentales professionnelles - APP - NetApp - EUR - Europcar - TSV - Topsport Vlaanderen-Mercator - UHC - UnitedHealthcare | Équipes continentales - EDR - Endura Racing - MPT - Motorpoint - RAL - Raleigh - RCS - Rapha Condor-Sharp - SGS - Sigma Sport-Specialized (en) - SKT - An Post-Sean Kelly |

## Classements des étapes
| #         | Date         | Parcours                        | km        | Vainqueur d'étape  | Leader du général |
| --------- | ------------ | ------------------------------- | --------- | ------------------ | ----------------- |
| 1re étape | 11 septembre | Peebles > Dumfries              | 170,3     | Mark Cavendish     | Mark Cavendish    |
| 2e étape  | 12 septembre | Kendal > Blackpool              | 137,7     | étape annulée      | Mark Cavendish    |
| 3e étape  | 13 septembre | Stoke-on-Trent > Stoke-on-Trent | 140       | Lars Boom          | Lars Boom         |
| 4e étape  | 14 septembre | Welshpool > Caerphilly          | 183,7     | Thor Hushovd       | Lars Boom         |
| 5e étape  | 15 septembre | Exeter > Exmouth                | 180,3     | Mark Renshaw       | Lars Boom         |
| 6e étape  | 16 septembre | Taunton > Wells                 | 146       | Lars Boom          | Lars Boom         |
| 7e étape  | 17 septembre | Bury St Edmunds > Sandringham   | 199,7     | Gediminas Bagdonas | Lars Boom         |
| 8ea étape | 18 septembre | Londres > Londres (clm)         | 8,8 (CLM) | Alex Dowsett       | Lars Boom         |
| 8eb étape | 18 septembre | Londres > Londres               | 88        | Mark Cavendish     | Lars Boom         |

## Récit de la course

### 1reétape
|   | Coureur        | Pays        | Équipe          |    | Temps           |
| - | -------------- | ----------- | --------------- | -- | --------------- |
| 1 | Mark Cavendish | Royaume-Uni | HTC-Highroad    | en | 4 h 41 min 06 s |
| 2 | Mark Renshaw   | Australie   | HTC-Highroad    | +  | m.t             |
| 3 | Theo Bos       | Pays-Bas    | Rabobank        |    | m.t             |
| 4 | Barry Markus   | Pays-Bas    | Vacansoleil-DCM |    | m.t             |
| 5 | Geraint Thomas | Royaume-Uni | Sky             |    | m.t             |

|   | Coureur        | Pays        | Équipe       |    | Temps           |
| - | -------------- | ----------- | ------------ | -- | --------------- |
| 1 | Mark Cavendish | Royaume-Uni | HTC-Highroad | en | 4 h 40 min 56 s |
| 2 | Mark Renshaw   | Australie   | HTC-Highroad | +  | 04 s            |
| 3 | Theo Bos       | Pays-Bas    | Rabobank     |    | 06 s            |
| 4 | Lars Boom      | Pays-Bas    | Rabobank     |    | 09 s            |
| 5 | Mathew Hayman  | Australie   | Sky          |    | 09 s            |

### 2eétape
La deuième étape est annulée

### 3eétape
|   | Coureur          | Pays        | Équipe       |    | Temps           |
| - | ---------------- | ----------- | ------------ | -- | --------------- |
| 1 | Lars Boom        | Pays-Bas    | Rabobank     | en | 3 h 23 min 42 s |
| 2 | Michael Matthews | Australie   | Rabobank     | +  | m.t             |
| 3 | Geraint Thomas   | Royaume-Uni | Sky          |    | m.t             |
| 4 | Steve Cummings   | Royaume-Uni | Sky          |    | m.t             |
| 5 | Mark Cavendish   | Royaume-Uni | HTC-Highroad |    | m.t             |

|   | Coureur          | Pays        | Équipe           |    | Temps           |
| - | ---------------- | ----------- | ---------------- | -- | --------------- |
| 1 | Lars Boom        | Pays-Bas    | Rabobank         | en | 8 h 04 min 35 s |
| 2 | Mark Cavendish   | Royaume-Uni | HTC-Highroad     | +  | 03 s            |
| 3 | Geraint Thomas   | Royaume-Uni | Sky              |    | 06 s            |
| 4 | Michael Matthews | Australie   | Rabobank         |    | 07 s            |
| 5 | Boy van Poppel   | Pays-Bas    | UnitedHealthcare |    | 09 s            |

### 4eétape
|   | Coureur          | Pays        | Équipe           |    | Temps           |
| - | ---------------- | ----------- | ---------------- | -- | --------------- |
| 1 | Thor Hushovd     | Norvège     | Garmin-Cervélo   | en | 4 h 32 min 32 s |
| 2 | Lars Boom        | Pays-Bas    | Rabobank         | +  | m.t             |
| 3 | Cesare Benedetti | Italie      | NetApp           |    | m.t             |
| 4 | Ian Bibby        | Royaume-Uni | Motorpoint       |    | m.t             |
| 5 | Boy van Poppel   | Pays-Bas    | UnitedHealthcare |    | m.t             |

|   | Coureur         | Pays        | Équipe           |    | Temps            |
| - | --------------- | ----------- | ---------------- | -- | ---------------- |
| 1 | Lars Boom       | Pays-Bas    | Rabobank         | en | 12 h 36 min 51 s |
| 2 | Geraint Thomas  | Royaume-Uni | Sky              | +  | 12 s             |
| 3 | Boy van Poppel  | Pays-Bas    | UnitedHealthcare |    | 14 s             |
| 4 | Ian Bibby       | Royaume-Uni | Motorpoint       |    | 19 s             |
| 5 | Linus Gerdemann | Allemagne   | Leopard-Trek     |    | 19 s             |

### 5eétape
|   | Coureur        | Pays        | Équipe             |    | Temps           |
| - | -------------- | ----------- | ------------------ | -- | --------------- |
| 1 | Mark Renshaw   | Australie   | HTC-Highroad       | en | 4 h 17 min 38 s |
| 2 | Mark Cavendish | Royaume-Uni | HTC-Highroad       | +  | m.t             |
| 3 | Robert Förster | Allemagne   | UnitedHealthcare   |    | m.t             |
| 4 | Geraint Thomas | Royaume-Uni | Sky                |    | m.t             |
| 5 | Andrew Fenn    | Royaume-Uni | An Post-Sean Kelly |    | m.t             |

|   | Coureur         | Pays        | Équipe           |    | Temps            |
| - | --------------- | ----------- | ---------------- | -- | ---------------- |
| 1 | Lars Boom       | Pays-Bas    | Rabobank         | en | 16 h 54 min 29 s |
| 2 | Geraint Thomas  | Royaume-Uni | Sky              | +  | 12 s             |
| 3 | Boy van Poppel  | Pays-Bas    | UnitedHealthcare |    | 14 s             |
| 4 | Daniel Lloyd    | Royaume-Uni | Garmin-Cervélo   |    | 16 s             |
| 5 | Linus Gerdemann | Allemagne   | Leopard-Trek     |    | 17 s             |

### 6eétape
|   | Coureur          | Pays        | Équipe   |    | Temps           |
| - | ---------------- | ----------- | -------- | -- | --------------- |
| 1 | Lars Boom        | Pays-Bas    | Rabobank | en | 3 h 19 min 02 s |
| 2 | Alexandre Pichot | France      | Europcar | +  | m.t             |
| 3 | Leopold König    | Tchéquie    | NetApp   |    | m.t             |
| 4 | Jan Bárta        | Tchéquie    | NetApp   |    | m.t             |
| 5 | Steve Cummings   | Royaume-Uni | Sky      |    | m.t             |

|   | Coureur         | Pays        | Équipe         |    | Temps            |
| - | --------------- | ----------- | -------------- | -- | ---------------- |
| 1 | Lars Boom       | Pays-Bas    | Rabobank       | en | 20 h 13 min 18 s |
| 2 | Leopold König   | Tchéquie    | NetApp         | +  | 28 s             |
| 3 | Daniel Lloyd    | Royaume-Uni | Garmin-Cervélo |    | 29 s             |
| 4 | Linus Gerdemann | Allemagne   | Leopard-Trek   |    | 31 s             |
| 5 | Steve Cummings  | Royaume-Uni | Sky            |    | 32 s             |

### 7eétape
|   | Coureur            | Pays        | Équipe                       |    | Temps           |
| - | ------------------ | ----------- | ---------------------------- | -- | --------------- |
| 1 | Gediminas Bagdonas | Lituanie    | An Post-Sean Kelly           | en | 4 h 33 min 17 s |
| 2 | Ian Wilkinson      | Royaume-Uni | Endura Racing                | +  | m.t             |
| 3 | Mathieu Claude     | France      | Europcar                     |    | m.t             |
| 4 | Stijn Neirynck     | Belgique    | Topsport Vlaanderen-Mercator |    | m.t             |
| 5 | Richard Handley    | Royaume-Uni | Raleigh                      |    | 05 s            |

|   | Coureur         | Pays        | Équipe         |    | Temps            |
| - | --------------- | ----------- | -------------- | -- | ---------------- |
| 1 | Lars Boom       | Pays-Bas    | Rabobank       | en | 24 h 47 min 58 s |
| 2 | Leopold König   | Tchéquie    | NetApp         | +  | 28 s             |
| 3 | Daniel Lloyd    | Royaume-Uni | Garmin-Cervélo |    | 29 s             |
| 4 | Linus Gerdemann | Allemagne   | Leopard-Trek   |    | 31 s             |
| 5 | Steve Cummings  | Royaume-Uni | Sky            |    | 32 s             |

### 8ea étape
|   | Coureur        | Pays        | Équipe          |    | Temps       |
| - | -------------- | ----------- | --------------- | -- | ----------- |
| 1 | Alex Dowsett   | Royaume-Uni | Sky             | en | 10 min 14 s |
| 2 | Lars Boom      | Pays-Bas    | Rabobank        | +  | 05 s        |
| 3 | Lieuwe Westra  | Pays-Bas    | Vacansoleil-DCM |    | 05 s        |
| 4 | Steve Cummings | Royaume-Uni | Sky             |    | 09 s        |
| 5 | Geraint Thomas | Royaume-Uni | Sky             |    | 16 s        |

|   | Coureur         | Pays        | Équipe       |    | Temps            |
| - | --------------- | ----------- | ------------ | -- | ---------------- |
| 1 | Lars Boom       | Pays-Bas    | Rabobank     | en | 24 h 58 min 17 s |
| 2 | Steve Cummings  | Royaume-Uni | Sky          | +  | 36 s             |
| 3 | Jan Bárta       | Tchéquie    | NetApp       |    | 56 s             |
| 4 | Linus Gerdemann | Allemagne   | Leopard-Trek |    | 57 s             |
| 5 | Leopold König   | Tchéquie    | NetApp       |    | 1 min 01 s       |

### 8eb étape
|   | Coureur        | Pays        | Équipe           |    | Temps           |
| - | -------------- | ----------- | ---------------- | -- | --------------- |
| 1 | Mark Cavendish | Royaume-Uni | HTC-Highroad     | en | 1 h 59 min 13 s |
| 2 | Mark Renshaw   | Australie   | HTC-Highroad     | +  | m.t             |
| 3 | Robert Förster | Allemagne   | UnitedHealthcare |    | m.t             |
| 4 | Geraint Thomas | Royaume-Uni | Sky              |    | m.t             |
| 5 | Ben Swift      | Royaume-Uni | Sky              |    | m.t             |

|   | Coureur                | Pays        | Équipe             |    | Temps            |
| - | ---------------------- | ----------- | ------------------ | -- | ---------------- |
| 1 | Lars Boom              | Pays-Bas    | Rabobank           | en | 26 h 57 min 35 s |
| 2 | Steve Cummings         | Royaume-Uni | Sky                | +  | 36 s             |
| 3 | Jan Bárta              | Tchéquie    | NetApp             |    | 55 s             |
| 4 | Linus Gerdemann        | Allemagne   | Leopard-Trek       |    | 57 s             |
| 5 | Jonathan Tiernan-Locke | Royaume-Uni | Rapha Condor-Sharp |    | 1 min 09 s       |

## Classement général
|    | Cycliste               | Pays        | Équipe                       |    | Temps            |
| -- | ---------------------- | ----------- | ---------------------------- | -- | ---------------- |
| 1  | Lars Boom              | Pays-Bas    | Rabobank                     | en | 26 h 57 min 35 s |
| 2  | Steve Cummings         | Royaume-Uni | Sky                          | +  | 36 s             |
| 3  | Jan Bárta              | Tchéquie    | NetApp                       |    | 55 s             |
| 4  | Linus Gerdemann        | Allemagne   | Leopard-Trek                 |    | 57 s             |
| 5  | Leopold König          | Tchéquie    | NetApp                       |    | 1 min 01 s       |
| 6  | Jonathan Tiernan-Locke | Royaume-Uni | Rapha Condor-Sharp           |    | 1 min 03 s       |
| 7  | Iker Camaño            | Espagne     | Endura Racing                |    | 1 min 07 s       |
| 8  | Jelle Wallays          | Belgique    | Topsport Vlaanderen-Mercator |    | 1 min 12 s       |
| 9  | Joost Posthuma         | Pays-Bas    | Leopard-Trek                 |    | 1 min 13 s       |
| 10 | Daniel Lloyd           | Royaume-Uni | Garmin-Cervélo               |    | 1 min 25 s       |

## Évolution des classements
| Étape            | Vainqueur          | Classement général | Classement sprinteurs | Classement de la montagne | Classement par points | Classement par équipes |
| ---------------- | ------------------ | ------------------ | --------------------- | ------------------------- | --------------------- | ---------------------- |
| 1                | Mark Cavendish     | Mark Cavendish     | Pieter Ghyllebert     | Russell Hampton           | Mark Cavendish        | Sky                    |
| 2                | Étape annulée      | Mark Cavendish     | Pieter Ghyllebert     | Russell Hampton           | Mark Cavendish        | Sky                    |
| 3                | Lars Boom          | Lars Boom          | Pieter Ghyllebert     | Russell Hampton           | Mark Cavendish        | Rabobank               |
| 4                | Thor Hushovd       | Lars Boom          | Pieter Ghyllebert     | Russell Hampton           | Lars Boom             | Sky                    |
| 5                | Mark Renshaw       | Lars Boom          | Pieter Ghyllebert     | Jonathan Tiernan-Locke    | Geraint Thomas        | Sky                    |
| 6                | Lars Boom          | Lars Boom          | Pieter Ghyllebert     | Jonathan Tiernan-Locke    | Lars Boom             | Sky                    |
| 7                | Gediminas Bagdonas | Lars Boom          | Pieter Ghyllebert     | Jonathan Tiernan-Locke    | Lars Boom             | Sky                    |
| 8a               | Alex Dowsett       | Lars Boom          | Pieter Ghyllebert     | Jonathan Tiernan-Locke    | Lars Boom             | Sky                    |
| 8b               | Mark Cavendish     | Lars Boom          | Pieter Ghyllebert     | Jonathan Tiernan-Locke    | Geraint Thomas        | Sky                    |
| Classement final | Classement final   | Lars Boom          | Pieter Ghyllebert     | Jonathan Tiernan-Locke    | Geraint Thomas        | Sky                    |